# أبو بكر بن الأفلح
أبو بكر بن الأفلح هو إمام وحاكم تيهرت ضمن دولة الرستميين بالمغرب الأوسط، حكم خلال سنة 871 وخلفه فيما بعد محمد بن الأفلح.